# Yoldiella intermedia
Yoldiella intermedia är en musselart som först beskrevs av Michael Sars 1865.  Yoldiella intermedia ingår i släktet Yoldiella och familjen Yoldiidae. Arten har ej påträffats i Sverige. Inga underarter finns listade i Catalogue of Life.